# Rock Hard Festival
 (mai 2024).
Rock Hard Festival est un festival de metal sponsorisé par le magazine Rock Hard. Il a lieu tous les ans à Gelsenkirchen, en Allemagne, depuis 2003.

## Programmation

### 2003
Anthrax, Arch Enemy, Blind Guardian, Bolt Thrower, Candlemass, Circle II Circle, Darkane, Doro, God Dethroned, In Flames, Kreator,  Nevermore, Saxon, Sodom, Soilwork, Threshold, Tribe After Tribe, Trouble

### 2007
Amon Amarth, Axel Rudi Pell, Bullet, Cataract, Dark Funeral, Grave Digger, Hardcore Superstar, Heaven Shall Burn, Kataklysm, Korpiklaani, Maroon, Metal Inquisitor, Paul Di'Anno, Ross the Boss, Sabaton, Spock's Beard, Tankard, Turisas.

### 2008
Amorphis, Celtic Frost, Die Apokalyptischen Reiter, Enslaved, Helstar, Immortal, Jorn, Moonsorrow, Napalm Death, Sieges Even, The Claymore, Volbeat, Y&T.

### 2010
Kreator, Rage & Lingua Mortis Orchestra, Accept, Bloodbath,  The Devil's Blood, Sonata Arctica, Exhorder, Nevermore, Sabaton, Raven, Katatonia, Virgin Steele, Keep of Kalessin, Crashdïet, Artillery, Bulldozer, Orphaned Land, Sacred Steel, Necros Christos, Evile, Ketzer, Orden Ogan.

### 2014

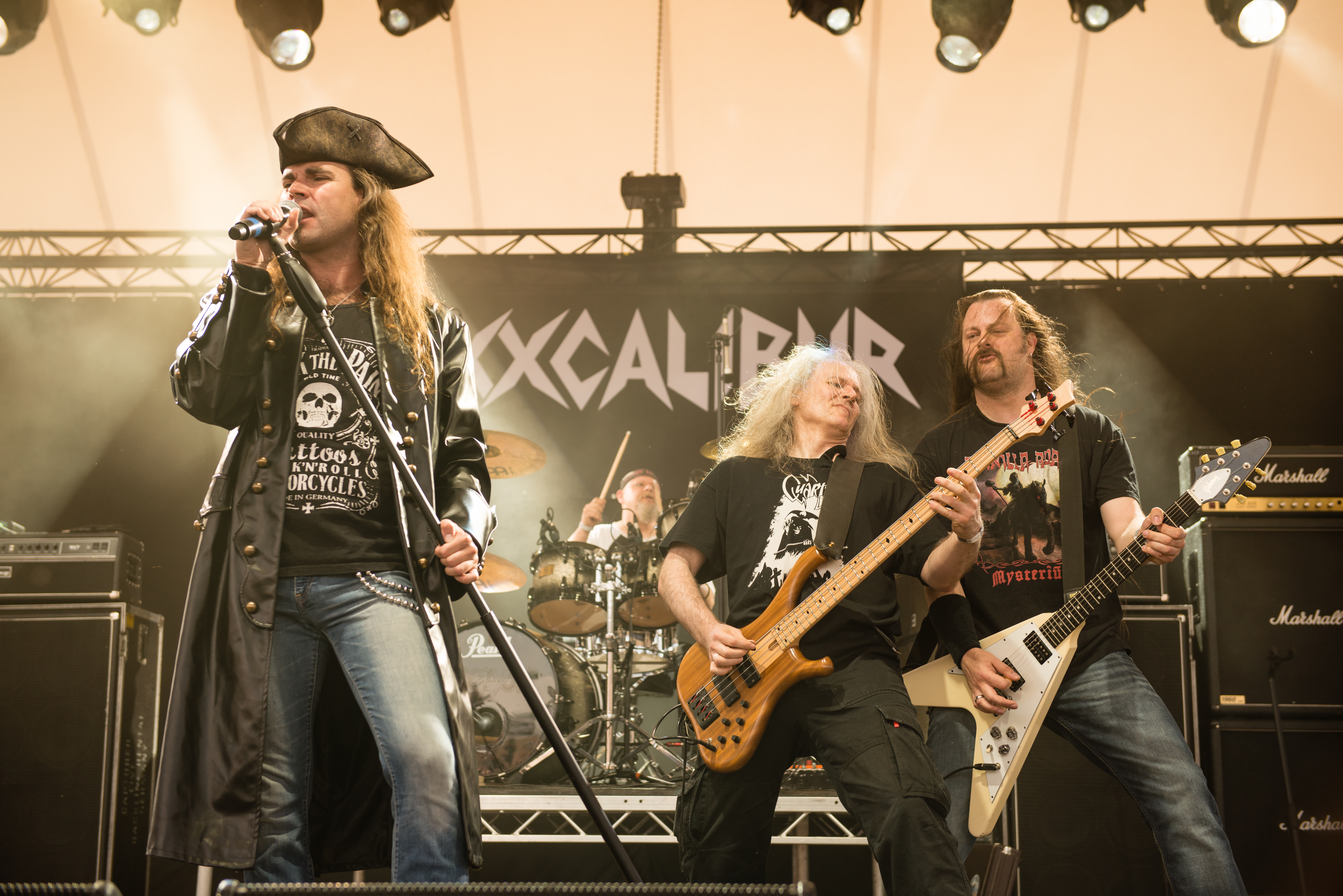
Roxxcalibur, Rock Hard Festival 2014

### 2017

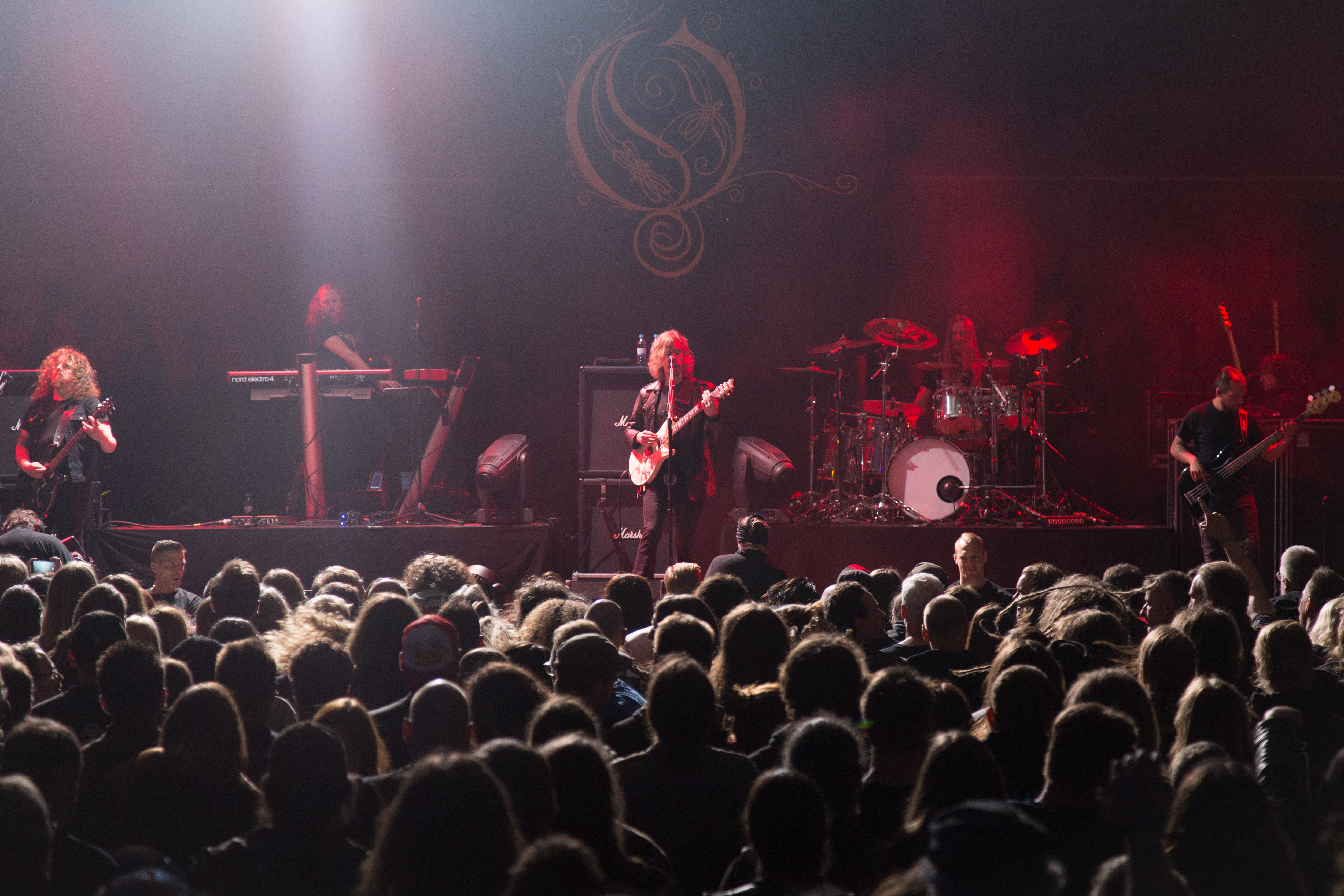
Opeth, Rock Hard Festival 2017